# 넙도국민학교 멍섬분실
넙도국민학교 멍섬분실은 대한민국 전라남도 완도군 노화읍 방서리에 있었던 국민학교 분실이다.

## 연혁
- 일자미상 넙도국민학교 멍섬분실 개설 인가
- 1974년 7월 5일 멍섬분실 개설
- 1974년 7월 5일 도서벽지학교 '을'급 지정
- 1979년 9월 15일 폐실 및 넙도국민학교 통폐합